# Hotton
Hotton (en való Houton) és un municipi belga de la província de Luxemburg a la regió valona. És dividit en dos pel riu Ourthe i es troba a 12 kilòmetres de Marche-en-Famenne. L'1 de gener del 2024 tenia 5.695 habitants.
Es divideix en les seccions de Ny, Fronville, Hampteau i Marenne. Actualment el municipi de Hotton té 12 viles: Deulin, Fronville, Hampteau, Hotton, Melreux, Ménil-Favay, Monteuville, Monville, Ny i Werpin.

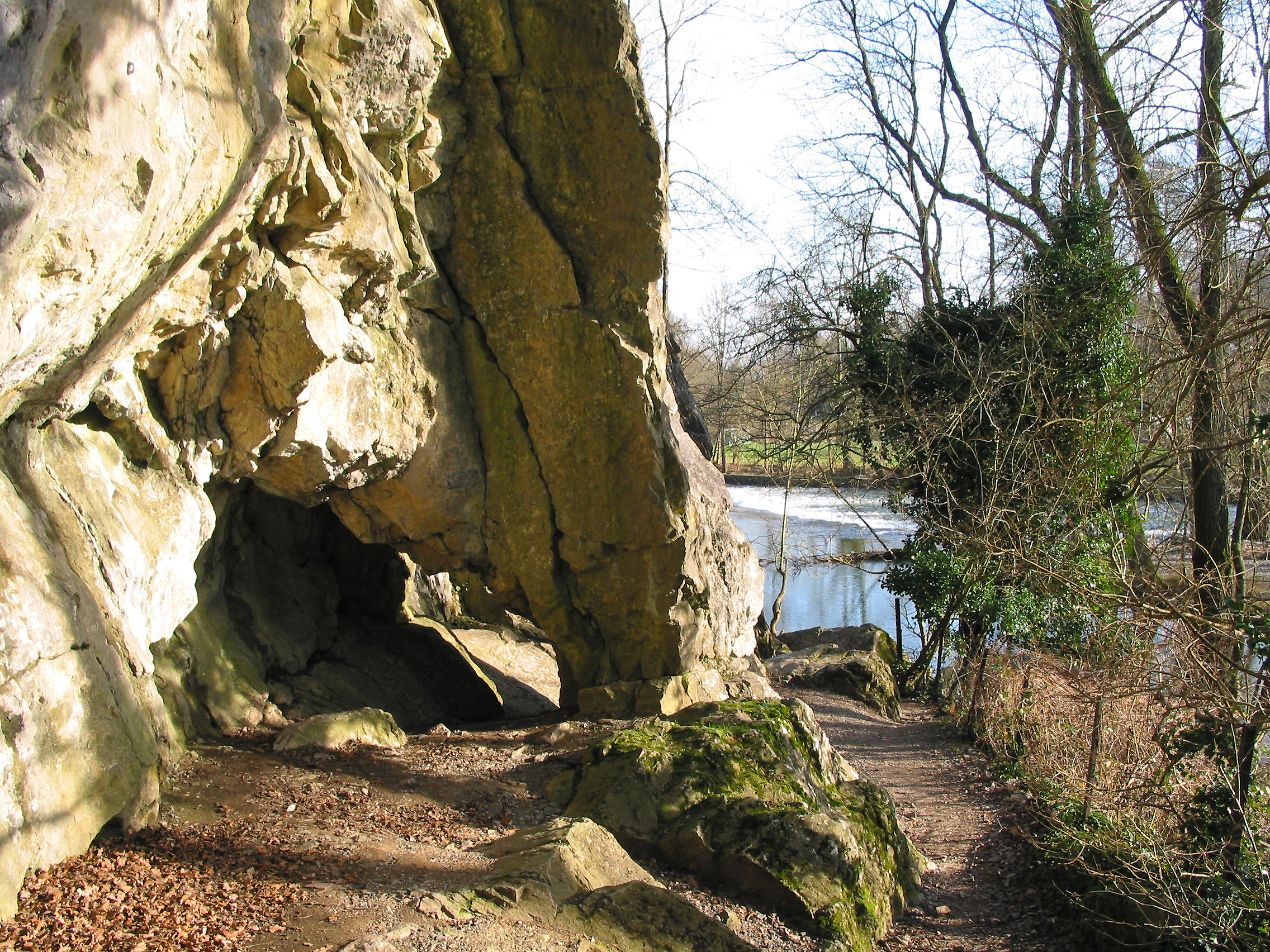
Hotton, caverna al marge dret de l'Ourthe.